# Un enemigo del pueblo
Un enemigo del pueblo (En folkefiende) es una obra de teatro de Henrik Ibsen publicada el 28 de noviembre de 1882.

## Trama
Un enemigo del pueblo es la historia del doctor Thomas Stockmann y de una ciudad cuyo balneario es la principal atracción turística y el motor de la economía local.
El Dr. Stockmann es una de esas personas que poseen firmes principios y sucede que descubre en el agua una bacteria contaminante, capaz de poner en riesgo la salud de toda la población. A partir de ello se propone advertir a los demás acerca de semejante peligro. 
Esta decisión lo enfrenta a los poderosos de la ciudad, a los periodistas y a los medios de comunicación, incluso a su propio hermano, el alcalde. Los pobladores y las autoridades parecen más preocupados por los inconvenientes económicos que la desinfección del agua acarrea y por la posible pérdida de clientes del balneario que por la salud de las personas. De esta forma confrontan intereses económicos que priman por sobre la salud del pueblo.
El doctor combate encarnizadamente contra todos los sectores poderosos de la comunidad, diciendo aquello que nadie desea oír. Se lo señala como traidor y todo el pueblo confabula para hacer imposible la vida de Thomas y la de su familia, llegando incluso a ponerlos en riesgo.

## Comentarios
Esta obra bien pudo haberse escrito en la actualidad por la vigencia de su trama, así como por su transcurrir que puede acontecer en casi cualquier lugar del mundo en donde los intereses del capital se antepongan a la protección de la vida y el medio ambiente. Es notable su influencia sobre la novela Tiburón, de Peter Benchley.
Las obras de Henrik Ibsen siempre tuvieron un trasfondo de crítica social, en ésta se expone el riesgo de que la democracia degenere en demagogia y sobre el precio que paga quien dice a viva voz eso que la mayoría niega. Una obra sobre el coste de airear la verdad cuando es odiosa.
La actualidad de Un enemigo del pueblo nos muestra a políticos expertos en dobles lenguajes, medios de comunicación que se presentan funcionales al poder y que pactan con este, intereses particulares enmascarados bajo la noción de «bien común» y una opinión pública a la que se sacraliza al tiempo que se la manipula obscenamente.

## Representaciones
Estrenada en el Christiania Theater de Oslo el 13 de enero de 1883, con dirección de Johannes Brun e interpretación de Arnoldus Reimers. Sucesivos estrenos, ese mismo año, tuvieron lugar en Helsinki (5 de febrero), Estocolmo (3 de marzo) y Copenhague (4 de marzo). Tras las capitales escandinavas, se estrenó en Berlín (1887), Berna (1888), Viena (1890), París (1893) y Londres (1893). Uno de los más célebres intérpretes del personaje principal fue el ruso Konstantín Stanislavski que montó la obra en el Teatro de Arte de Moscú en 1900.
El dramaturgo estadounidense Arthur Miller realizó una adaptación que se estrenó el 28 de diciembre de 1950 en el Broadhurst Theatre de Broadway, con Fredric March encabezando el reparto, acompañado por Florence Eldridge, Rod Steiger y Ralph Robertson.

### La obra en España
En España se estrenó el 14 de abril de 1893,  en el Teatro Novedades de Barcelona por la compañía de Antoni Tutau y traducción de Jordà y Costa. Tres años después, el 5 de marzo de 1896, se representó en el Teatro de la Comedia de Madrid, traducida por Francisco Fernández Villegas. Una nueva adaptación data del 28 de junio de 1920, a cargo de Cipriano Rivas Cherif en el Teatro Español de Madrid, dentro de los eventos programados para el congreso del sindicato Unión General de Trabajadores.
En 1971 se usó en escena en el Teatro Beatriz de Madrid la versión de Miller, traducida por José Méndez Herrera e interpretada por Fernando Fernán Gómez, Emma Cohen y María Luisa Ponte.
El 28 de mayo de 1981 se emitió una adaptación para Televisión española en el espacio Estudio 1, que estuvo protagonizada por José Bódalo, Irene Gutiérrez Caba, José Vivó, Francisco Merino, Cristina Higueras, Francisco Melgares, Manuel Zarzo, Amparo Climent y Emilio Mellado.
La obra volvió a los escenarios españoles en 1985, versionada por Enrique Llovet y en cartel Carlos Ballesteros, María del Puy, Mario Martin, Estanis González, Carlos Pereira, Ignacio de Paul, Loreta Tovar, Félix Navarro y José María Escuer.
Los Teatres de la Generalitat Valenciana acogieron en 2004 un montaje de la obra dirigido por Carme Portaceli, con adaptación de la directora. Se representó en la Sala Rialto, luego inició una gira por la Comunidad Valenciana y acabó en el Teatre Romea de Barcelona.
El Centro Dramático Nacional acogió en 2007 un montaje de Gerardo Vera, con la versión de Juan Mayorga e interpretado por Francesc Orella, Enric Benavent, Israel Elejalde, Elisabet Gelabert, Olivia Molina, Walter Vidarte, Chema de Miguel y Rafael Rojas. La música, original de Luis Delgado, obtuvo el "Premio Max a la Mejor Música para Espectáculo Escénico".

### La obra en Argentina
La obra fue llevada a escena en varias oportunidades:
- 1972: dirigida por Roberto Durán, interpretada por Hector Alterio, Alicia Berdaxágar, Ernesto Bianco, Beto Gianola, Héctor Gióvine, Jorge Rivera López, Osvaldo Terranova y Víctor Hugo Vieyra; en el Teatro San Martín (de Buenos Aires).
- 2001: dirigida por Andrés Bazzalo, estrenada el 4 de febrero de 2001 en el Teatro El Bardo (de Buenos Aires).
- 2007: dirigida por Sergio Renán en el Teatro San Martín (de Buenos Aires) e interpretada por Pepe Novoa, Sergio Boris, Stella Galazzi, Alberto Segado, Horacio Peña, Luis Brandoni, Julieta Zylberberg, Daniel Tedeschi entre los principales.
- 2018: dirigida por Lisandro Fiks en el Teatro Regio (CABA) e interpretada por Con Juan Leyrado, Raúl Rizzo, Edgardo Moreira y elenco.

Hubo una versión protagónica femenina, representada por la actriz Virginia Lago, con el título de Una enemiga del pueblo, bajo la dirección de Omar Grasso, representada en el teatro Alfil (de Buenos Aires).

## Cine
Hay una versión cinematográfica de 1976, con Steve McQueen dando vida al personaje principal.